# Velčice
Velčice (in ungherese Velséc) è un comune della Slovacchia facente parte del distretto di Zlaté Moravce, nella regione di Nitra.